# Eupithecia unitaeniata
Mesoptila unitaeniata  là một loài bướm đêm trong họ Geometridae.